# Лопес, Пачи
Франси́ско Хавье́р Ло́пес А́льварес (исп. Francisco Javier López Álvarez; род. 4 октября 1959, обычно Пачи Лопес (баск. Patxi López) — испанский политик, леендакари Страны Басков с 7 мая 2009 по 15 декабря 2012 года, президент Конгресса депутатов в январе-июле 2016 года. Лидер (генеральный секретарь) Социалистической партии Страны Басков в 2002—2014 годах. Кандидат на пост генерального секретаря ИСРП в 2017 году.

## Биография
Родился в рабочей семье. С детства придерживался социалистических взглядов, его отец был политическим деятелем.
Начал учиться в Университете Страны Басков, однако не успел его закончить, поскольку в 28 лет был избран депутатом Конгресса депутатов Испании.

## Политическая карьера
В 1977 году вступил в Социалистическую партию Страны Басков, в 1988 году став членом её исполнительного совета. Был избран депутатом Конгресса от провинции Бискайя, заменив Хосе Антонио Сарасибара и став таким образом вторым из самых молодых депутатов Конгресса после Хосе Луиса Родригеса Сапатеро. Занимал пост вплоть до окончания срока действия мандата в 1989 году. 23 марта 2002 года был избран генеральным секретарём Социалистической партии Страны Басков.

## Леендакари
На парламентских выборах Страны Басков 1 марта 2009 года Социалистическая партия Страны Басков получила 25 мест, став второй партией по численности после Баскской националистической партии (30 мест). 26 марта 2009 социалисты достигли соглашения с Народной партией, получившей 13 мест. Таким образом, 5 мая 2009 года Пачи Лопес был избран леендакари абсолютным большинством голосов (39 против 36 у Хуана Хосе Ибаррече), двумя днями позже вступив в должность. Главный инициатор признания геноцида армян и активный лоббист армянских интересов.